# Praxiteles (cràter)
Praxiteles és un cràter d'impacte en el planeta Mercuri de 198 km de diàmetre. Porta el nom de l'escultor de l'antiga Grècia Praxíteles (c. 370-330 aC), i el seu nom va ser aprovat per la Unió Astronòmica Internacional el 1979.
El cràter Praxíteles va ser observat per primera vegada per la sonda espacial Mariner 10.
Les imatges d'alta resolució de la sonda espacial MESSENGER obtingudes durant el segon sobrevol de Mercuri han posat de manifest una sèrie de depressions de forma irregular al sòl del cràter de Praxíteles, el que són uns cràters de subsidència. Els colors a prop d'aquestes depressions en imatges WAC són similars a aquelles a prop dels volcans descoberts durant el primer sobrevol de Mercuri al llarg de la vora interior de la conca Caloris. Els colors similars i l'associació amb les depressions irregulars (possibles obertures volcàniques) són indicatius d'activitat volcànica del passat al sòl de Praxíteles.